# Малый кроличий бандикут
Малый кроличий бандикут (лат. Macrotis leucura), некогда известный как яллара, — вид сумчатых млекопитающих из семейства кроличьих бандикутов (Thylacomyidae).

## Описание
Длина тела 24—27 см. Длина хвоста 14—22 см. Морда длинная, конусовидная, на конце безволосая. Уши очень длинные и голые. Волосяной покров высокий, шелковистый. Имеются две цветовые формы.
Одна, более светлая, с каштаново-серой спиной и боками; проксимальные 3/5 хвоста имеют по верху серую полосу. Более темная форма с черновато-серой спиной и боками и темно-серым брюхом; проксимальные 2/3 хвоста имеют по верху черноватую полосу. Конец хвоста с гребнем волос на дорсальной стороне.

## Красная книга
Редкий вид, в настоящее время, возможно, не существует. В отличие от своего ближайшего родственника, кроличьего бандикута, малый бандикут был известен своим агрессивным, упрямым и неподатливым характером. На все попытки взять его в руки он отвечал злобным шипением, царапался и сопротивлялся всеми силами.
Ученые считают, что причиной гибели целого вида стали неконтролируемая охота, ввезённые на континент кошки и лисы, а также соперничество с кроликами за пищу.

## Обитание
Ялларам, когда-то обитавшим в знойных пустынях в самом сердце австралийского континента, повезло меньше: последний из них был обнаружен в штате Южная Австралия в 1931 году. Затем история этих небольших, похожих на хвостатых кроликов, зверьков обрывается, и сегодня Международный союз охраны природы считает малых кроличьих бандикутов вымершим видом.
Впервые малый кроличий бандикут был описан британским зоологом Олдфилдом Томасом в 1887 году. Образцом ученому послужил единственный экземпляр яллары, хранившийся в то время в коллекции Британского музея. За почти полвека, прошедшие с тех пор и до 1931 года, зоологам попалось в руки всего двенадцать малых кроличьих бандикутов, изучение которых так и не смогло дать ответы на все имевшиеся вопросы. Были широко распространены в центральных районах Австралии. Последняя находка была сделана в 1967 г., когда в гнезде орла в центре Австралии был обнаружен череп малого кроличьего бандикута.

## Образ жизни и биология
Населяют аридные места, песчаные равнины, покрытые редкой растительностью, небольшими солянками. Держатся поодиночке. Активны ночью. Убежищем служат норы глубиной до 1—2 м, закрытые изнутри. Животные выкапывают их сами. Поедают в основном грызунов, а также семена.
Ночью они охотились на муравьев, термитов, мелких грызунов, собирали коренья и семена, а днем отдыхали в своих прохладных убежищах, предусмотрительно засыпав вход песком.
Время размножения приходится на март — май, но зависит от осадков и доступности пищи. В помёте 1—3 детеныша.